# ودود خلیل
ودود خلیل (انگلیسی: Wadud Khalil؛ زادهٔ ۱۹۲۷) بازیکن بسکتبال اهل عراق بود.